# Idioma maltés
El idioma maltés (en maltés: il-Malti, o también l-ilsien Malti, «la lengua maltesa») es uno de los dos idiomas oficiales de Malta, junto al inglés, y es considerada como la lengua nacional de Malta, además de ser una de las lenguas oficiales de la Unión Europea.
Es una lengua semítica derivada del árabe, principalmente del árabe magrebí, que ha recibido una fuerte influencia latina en cerca del 60 % de su vocabulario (principalmente del italiano y del siciliano). Esta lengua ha conocido una evolución peculiar y tiene buena cantidad de préstamos de otras lenguas, por lo que a menudo se dice que es una lengua mezclada, semítica o criolla. Algunos lingüistas dicen que el maltés es inclasificable.
Procede del árabe coloquial siciliano, dialecto del árabe magrebí hoy desaparecido. Su aislamiento del mundo árabe, por motivos políticos y religiosos, hizo que se desarrollara como lengua diferenciada, adoptando muchos préstamos del griego, del italiano, del siciliano, del catalán, del español y del inglés. Durante algún tiempo se manejó la hipótesis de un origen fenicio, pero esta teoría se basaba más en consideraciones políticas que en lingüísticas y hoy se encuentra desacreditada.
Es la única lengua semítica que se escribe oficialmente con caracteres latinos. El maltés se convirtió en lengua oficial de Malta en 1936, junto con el inglés. Anteriormente, hasta 1530, la lengua oficial había sido el siciliano y, luego, el italiano.

## Aspectos históricos, sociales y culturales

### Distribución geográfica
El dominio geográfico del maltés se restringe a la República de Malta, aunque existen algunas comunidades de emigrantes malteses que hablan el idioma en Italia, Túnez, Reino Unido, Estados Unidos, Canadá, Grecia, Colombia, Australia, Argentina, Venezuela, México, España, Brasil, Francia, Bélgica y Nueva Zelanda, entre otros.

### Estatus oficial
El maltés es la lengua de los más de 416.055 habitantes (datos estimados de 2014) de las tres islas (Malta, Gozo y Comino) que conforman la República de Malta, situada a 97 kilómetros de la costa sur de Sicilia. Constituye la lengua nacional del país y una de sus lenguas oficiales, junto con el inglés. Es también la lengua de las familias que emigraron (más de 200 000) a países como Australia, (que dispone de periódicos, revistas y emisiones de radio total o parcialmente en maltés), el Reino Unido, Estados Unidos (Nueva York, Detroit, California) o Canadá. No hay datos disponibles acerca del conocimiento de la lengua por parte de la segunda o tercera generación de estos emigrantes. Según Ethnologue el maltés es hablado por aproximadamente 522 000 personas en todos los países.
El maltés se utiliza en el Parlamento, en los tribunales de justicia y en las iglesias, además de ser el medio de instrucción en las escuelas estatales de primaria y secundaria. Algunas escuelas privadas, no obstante, prefieren el uso del inglés, al igual que la mayoría de los departamentos de la Universidad de Malta.
El inglés es la segunda lengua de las clases medias y altas (incluso llega a ser la primera lengua en algunos casos), y su número de hablantes es muy importante dentro del sector de los trabajadores dedicados a la actividad turística. El inglés no es tan conocido entre los trabajadores menos cualificados residentes en zonas rurales, que solo hablan maltés.
El italiano, que fue la lengua oficial de Malta durante muchos siglos y hasta 1934, también se encuentra bastante extendido entre las clases más elevadas, sobre todo en las familias de profesionales, además de ser la tercera lengua enseñada, extensamente, en las escuelas. Esta situación, junto con la popularidad de los programas de la televisión italiana, accesible a la audiencia maltesa desde hace más de una generación, ha elevado la posición del italiano después de haber sufrido una considerable merma a raíz de la Segunda Guerra Mundial.

### Dialectos
A pesar de la reducida extensión geográfica de Malta (316 kilómetros cuadrados), llama la atención la variedad dialectal existente, más acusada en la fonología. Se distinguen dos grupos principales de dialectos: el primer grupo comprende los dialectos prestigiosos de las clases cultas, localizados fundamentalmente en la capital del país, La Valeta, y en las superpobladas zonas residenciales de clase media de Sliema y sus alrededores. Una de sus principales características es la constante alternancia entre el maltés y el inglés.
El segundo grupo, localizado fundamentalmente en los pueblos (en su mayoría dedicados a la agricultura) y en los distritos industriales en tomo a Porto Grande, se caracteriza por presentar diferencias en el sistema vocálico;
la conservación, en uno o dos casos, de consonantes individuales típicas de los dialectos «centrales» árabes (que el resto de los dialectos malteses no conservan) y la presencia de un mayor número de palabras de origen árabe.
El dialecto de Gozo difiere ligeramente del de la isla principal.

### Historia
El país ha sido siempre una estratégica isla-fortaleza entre las orillas oriental y occidental del Mediterráneo. La lengua maltesa procede del árabe, con préstamos turcos para términos navales, aunque ha evolucionado hasta convertirse en una nueva lengua, y es la lengua oficial en la isla de Malta. Su sistema de escritura no es actualmente árabe sino, desde el siglo XVIII, romano, aunque hasta la expulsión de los judíos en 1492 el maltés se escribió ocasionalmente en caracteres hebreos. Debido a su aislamiento, desde el siglo XIII está libre de toda diglosia.
Aparte de Malta y Gozo, tan solo uno o dos nombres de lugar pueden, de modo cauteloso, adscribirse a los períodos que preceden a la conquista árabe del año 870. Este hecho demuestra que las islas estaban habitadas o que albergaban un número reducido de población durante gran parte de la dominación árabe (aproximadamente desde el 870 hasta 1090). Entre su captura por gobernantes normandos de Sicilia y la llegada de los caballeros de San Juan de Jerusalén (1090-1530), las islas pertenecieron a sicilianos y españoles. Durante la segunda mitad de esta etapa, el siciliano era una lengua muy extendida entre las capas más elevadas de la Iglesia y del laicado, y probablemente también entre comerciantes cualificados y artesanos. El vocabulario del actual maltés está repleto de sicilianismos; de hecho, la mayor parte del léxico relacionado con actividades de la pesca y de la construcción es de origen siciliano.
El texto en maltés más antiguo, titulado Cantilena, es un poema de 20 versos. Compuesto aproximadamente en 1460-85 por Petro de Caxaro. Existen también otros textos de alrededor de la segunda mitad del siglo XVII, pero tendrían que pasar más de cien años para que la escritura en maltés fuera una actividad sistemática. Fue Mikiel Anton Vassalli (1764-1829) el intelectual que sostuvo que el maltés era una parte importante de la cultura maltesa y que debía ser la lengua nacional, por lo que es considerado como "el padre de la lengua maltesa" por sus aportes tanto al estudio lingüísitico del maltés como por su lucha por la dignificación de la lengua. En el siglo XIX, escritores locales y administradores extranjeros, tales como J. Hookhain Frere, impulsaron el uso literario del maltés. A principios del siglo XX comenzó a madurar y a fijarse un modelo estándar obra de la Għaqda tal-Kittieba tal-Malti (Alianza de los Escritores del maltés), cuya gramática y ortografía fue generalmente aceptada. Surgieron autores reconocidos por su calidad como Dun Karm Psaila (1871-1961), considerado el poeta nacional de Malta. Tras la independencia (1964), el ritmo, amplitud y calidad de las publicaciones en maltés ha aumentado considerablemente. En la actualidad, se editan diarios, semanarios y otras publicaciones en maltés (además de tres diarios y tres periódicos dominicales en inglés).
Las muestras léxicas más antiguas perviven en nombres de lugares y apodos hallados en documentos notariales y de otro tipo (escritos en siciliano y latín) que datan de finales del siglo XIV. Para más indicios sobre la descripción del lenguaje medieval tardío, tenemos que recurrir al estudio de los documentos judeoárabes contemporáneos de origen maltés; con todo, sería precipitado equiparar el lenguaje presente en estos textos con el maltés. La llegada de los caballeros en 1530 fue pronto seguida de la toscanización de Sicilia y, a partir de esta fecha, un italiano de base toscana suplantó al siciliano como lengua de cultura y de la administración en las islas. El italiano desempeñó este papel durante todo el período de los caballeros de la Orden de Malta (1530-1798) y durante gran parte de los años de colonización británica (1800-1964), pero el inglés comenzó a desplazarlo paulatinamente en el siglo XIX de la administración.

## Descripción lingüística

### Fonología

#### Vocales
La lengua maltesa tiene 6 vocales, largas y cortas, donde la vocal larga es ie [iː] y las cortas son a [a/ɐ], e [ɛ/ɛː], i [i], o [ɔ/ɔː] y u [ʊ/ʊː].
Los diptongos son aj [ɐɪ], aw [aw], ej [ɛɪ], ew [ɛw], iw [ɪw], oj [ɔj] y ow [ɔw].

#### Consonantes
|             | Bilabial | Labiodental | Dental | Alveolar | Palatal | Velar | Faríngea | Glotal |
| ----------- | -------- | ----------- | ------ | -------- | ------- | ----- | -------- | ------ |
| Nasal       | m        |             |        | n        |         |       |          |        |
| Plosiva     | p b      |             | t d    |          |         | k ɡ   |          | ʔ      |
| Africada    |          |             |        | t͡s d͡z    | t͡ʃ d͡ʒ   |       | ħ        |        |
| Fricativa   |          | f v         |        | s z      | ʃ ʒ     |       |          |        |
| Vibrante    |          |             |        | r        |         |       |          |        |
| Aproximante |          |             |        | l        | j       | w     |          |        |

### Gramática
El género es masculino o femenino en virtud del género natural; para otros nombres es la terminación lo que determina; a grandes rasgos los nombres y adjetivos que terminan en consonante son masculinos. Terminaciones típicamente femeninas son -a, -ti, -i (siendo las dos últimas terminaciones características de los préstamos italianos).
Existen tres números: singular, plural y dual, reservándose este último para las partes corporales que son pares y ciertas medidas de tiempo; por ejemplo: idejn ('las manos'), sentejn ('dos años'). El plural se forma de dos maneras: mediante la adición de partículas finales, como -n, -at, -ijiet, -iet, como Malti ('maltés'), Maltin ('malteses'), omm ('madre'), ommijiet ('madres'); o mediante ruptura (plural fracto), como ktieb ('libro'), kotba ('libros'), bint ('hija'), bniet ('hijas').
La numeración es la misma que en árabe. El orden de la frase es sujeto verbo objeto: L-omm taqra l-ktieb ('la madre lee el libro').

### Adjetivos y sustantivos
Los adjetivos se sitúan tras los nombres, llevando artículo ambos si el adjetivo es de origen semítico pero solo el primero si es de origen romance: Il-kelb il-kbir ('el perro grande'), pero kelb kbir ('un perro grande', 'perro grande'), 
Los sustantivos pueden estar tanto en singular como en plural o en dual. Los plurales se forman mediante la adición de sufijos como “-iet/” o “-ijie” cuando son regulares. Los irregulares se forman mediante el cambio de las vocales internas (plural fracto): raġel, irġiel ('hombre, hombres'). Los sustantivos procedentes de las lenguas románicas se pluralizan generalmente de dos formas: mediante la adición de “-i” o “-jiet”. Por ejemplo: lingwa, lingwi ('idioma, idiomas'). Los de origen inglés forman el plural añadiendo o "-s" o "-jiet", como: friġġ, friġis, de la palabra inglesa fridge. Algunas palabras pueden formar su plural de varias maneras distintas.
Los adjetivos deben concordar en género y número con los sustantivos
| Masculino singular | Femenino singular | Plural para ambos géneros | Significado |
| ------------------ | ----------------- | ------------------------- | ----------- |
| Aħmar              | Ħamra             | Ħomor                     | rojo        |
| Żgħir              | Żgħira            | Żgħar                     | pequeño     |
| Ferħan             | Ferħana           | Ferħanin                  | feliz       |
| Interessanti       | Interessanti      | Interessanti              | interesante |

### Artículo definido
El artículo definido en maltés es il-, sin importar género o número. Precedido o seguido por vocal, este artículo pasa a ser l-.
- l-omm (la madre)
- il-missier (el padre)

El artículo definido en maltés puede en algunos casos adoptar la forma de la consonante que lo sigue («consonantes lunares»):
- Ċ: iċ-ċikkulata (el chocolate)
- D: id-dar (la casa)
- N: in-nar (el fuego)
- R: ir-razzett (la granja)
- S: is-serrieq (la sierra)
- T: it-tifel (el niño)
- X: ix-xemx (el sol)
- Ż: iż-żarbun (el zapato)
- Z: iz-zalzett (la salchicha)

El maltés carece de artículo indefinido.

### Verbos
Los verbos son conjugados con prefijos, infijos y sufijos. Existen dos tiempos: presente y perfecto. El sistema verbal maltés incorpora verbos de origen romance y les añade sufijos y prefijos malteses.

## Sistema de escritura
El alfabeto utilizado es un modelo modificado del romano, fijado en la década de 1920 y adoptado oficialmente en 1934. Este modelo emplea diacríticos, dígrafos y letras redundantes del alfabeto romano para denotar sonidos que, convencionalmente, este no representaba.
Este alfabeto (en maltés l-alfabett Malti, el alfabeto maltés) está conformado por 30 caracteres:
de estas, tres (3) son letras consonantes con signo diacrítico: Ċ, Ġ, Ż, y dos (2) son dígrafos: GĦ, IE.

## Vocabulario
Hay un enorme número de préstamos romances sicilianos al maltés.

## Texto de ejemplo
Artículo 1 de la Declaración Universal de los Derechos Humanos:
Il-bnedmin kollha jitwieldu ħielsa u ugwali fid-dinjità u d-drittijiet. Huma mogħnija bir-raġuni u bil-kuxjenza u għandhom iġibu ruħhom ma' xulxin bi spirtu ta' aħwa.
«Todos los seres humanos nacen libres e iguales en dignidad y derechos y, dotados como están de razón y conciencia, deben comportarse fraternalmente los unos con los otros».